# Szilágypaptelek
Szilágypaptelek település Romániában, Szilágy megyében.

## Fekvése
Zilahtól északkeletre, Nyirsid és Zsibó között fekvő település.

## Nevének eredete
Szilágypaptelek papok birtoka; a meszesi monostor telke, birtoka volt, innen vette nevét.

## Története
Nevét 1387-ben említették először, mint az aranyosi vár-hoz tartozó birtokot.
1423-ban a Kusalyi Jakcs család birtoka volt, Kusalyi Jakcs György fiát Jánost és nejét Annát meg fiaikat Lászlót és Györgyöt is beiktatták az itteni birtokba.
1472-ben Bélteki Drágfi Miklósé és fiaié Bertalané, Györgyé és Ferencé lett.
1559-ben Paptelkéhez tartozott a Bodon nevű erdő egy része és Csiglen nevű erdő fele, melyek özvegy Nagyfalusi Serédi Istvánné Várdai Klára tulajdonai voltak.
1779-ben a település fő birtokosa gróf Andrási Károly volt.
1847-ben 542 lakosa volt, valamennyi görögkatolikus.
1890-ben 785 lakosából 14 magyar, 5 német, 754 oláh, 12 egyéb nyelvű, ebből 766 görögkatolikus, 5 református, 3 unitáriánus, 3 izraelita. A házak száma ekkor: 158 volt.
Szilágypaptelek a trianoni békeszerződés előtt Szilágy vármegye Zsibói járásához tartozott.

## Nevezetességek
- Görögkatolikus kőtemploma – 1836-ban épült. Anyakönyvet 1830-tól vezetnek.